# Mahmud Yasauri
Mahmud Yasauri, Hajji Mahmud Yasauri o Hajji Mahmud Shah Yasauri (+† vers 1394 o 1395) fou un amir dels yasauris, un dels tres amirs que van compartir el poder després de la mort de Khidr Yasauri.
El 1360 Tamerlà va desistir de fugir al sud per la invasió dels mogols i va retornar a Xahrisabz; a Khossar es va trobar amb l'avantguarda de Tughluq Timur que anava acompanyada de forces de Hajji Mahmud Yasauri, que era cosí de Timur i parent del beg Khidr Yasauri dels yasauris establerts als territoris al nord de Samarcanda, probablement fins a Bukharà (inclosa). Mahmud, sabent que les tropes d'avantguarda havien entrat a Transoxiana disposades al saqueig, s'hi havia unit per servir-los de guia i esperava aprofitar el moment per saquejar igualment; aquestes tropes estaven acampades a Heraz i Tamerlà es va dirigir allí i es va trobar amb Mahmud, al que va oferir diversos regals i va comunicar que anava a presentar-se al kan i li va demanar no fer res fins a haver parlat amb el sobirà. Sembla que Mahmud no va continuar amb el saqueig, al menys mentre l'entrevista de Tamerlà amb el kan no s'hagués fet; Mahmud i els yasauris van decidir romandre acampats a la zona.
L'any 1366 el cap dels yasauris, Khidr Yasauri, havia mort i l'havien succeït els germans Ali Dervix Yasauri i Ilies Khoja Yasauri i a Hajji Mahmud hah Yasauri (que com s'ha dit té una filiació incerta), cosins de Tamerlà, els quals van posar les tropes de la tribu o tuman dels Yasauris al servei de Tamerlà. Pocs mesos després, estant Tamerlà acampat a Ifun, al sud de la Derbend Aheny, es va negar a obrir una carta d'Amir Husayn que requeria l'amistat de Tamerlà; aquest va anunciar que entre els dos homes nomes hi havia l'espasa; això va alarmar la horda Yasauri que va abandonar Tamerlà i s'hauria traslladat al sud durant uns mesos, sense un canvi de bàndol.
L'hivern del 1366 al 1367 Tamerlà va convidar a Mahmud Shah, exiliat a Khurasan per enviar-lo a Bukharà per reconstruir la ciutat i repoblar-la (i per cobrar els impostos pel tresor). Una vegada Mahmud Shah va estar a aquesta ciutat, Tamerlà va cridar a Ali Beg Yasauri (Ali Dervix Yasauri), que estava errant pel desert, per unir-se al seu gendre Mahmud Shah a Bukharà. Ali va acceptar i va anar també a Bukharà. Una vegada al govern, els dos amirs yasauris es van fer el ronso a l'hora d'entregar les taxes a Timur. L'amir Jaku Barles no tenia bones relacions amb Mahmud Shah Yasauri i va decidir marxar per anar al Khurasan. Mahmud Shah Yasauri i Ali Beg Yasauri no obstant l'impagament de les taxes van rebre Timur a la ciutat (1367); en la tàctica a emprar van dir que preferien reforçar Bukharà per resistir un atac, mentre Timur preferia atacar tot i la seva inferioritat. Timur va enviar algunes tropes per situar-se a la vora del riu Jihun sota comandament d'Abas Bahadur i Saif al-Din Barles, a Makhan. A l'amir Pir Muhammad el va situar a les rutes per escortar el bagatge i seguici i va encomanar la direcció de la ciutat a Mahmud Shah i Ali Beg Yasauri, aconsellant-los que si es trobaven en desigualtat, abandonessin el lloc. Timur amb 300 homes va sortir de Bukharà i va travessar el riu Jihun a la nit en direcció a Makhan on va passar un temps. Amir Husayn va assetjar Bukharà durant uns dies i finalment els habitants li van obrir les portes. Davant la tomba del Shaikh Saif al-Din va jurar que respectaria la vida dels habitants de Bukharà i aquests es van apoderar de diversos bastions. Mahmud Shah i Ali Beg Yasauri van fugir de la ciutat per dedicar-se a fustigar l'enemic i dirigir-se finalment a Makhan. Husayn va abandonar Bukharà deixant un exèrcit allí sota comandament d'amir Khalil i va tornar a Sali Sarai.
El 1370, després de la victòria a Balkh, Tamerlà el va nomenar membre del diwan.
El 1384 les tropes timúrides avançaven per la comarca de Txilun al Gurgan i van travessar el riu Gurgan acampant a Chasuman. Prop d'alli es va produir un nou enfrontament entre les avantguardes de Amir Wali i de Tamerlà en el qual Hajji Mahmud Shah Yasauri fou ferit greu.
El 1393 apareix portant l'equipatge de l'exèrcit cap a Sultaniya. El 1396 s'esmenta a Pir Ali, el fill de Mahmud Shah Yasauri i el pare ja no torna a ser esmentat, el que fa suposar que hauria mort vers 1394 o 1395.